# Балме
Балме (итал. Balme) је насеље у Италији у округу Торино, региону Пијемонт.
Према процени из 2011. у насељу је живело 87 становника. Насеље се налази на надморској висини од 1425 м.

## Становништво
| 1931. | 1936. | 1951. | 1961. | 1971. | 1981. | 1991. | 2001. | 2011. |
| ----- | ----- | ----- | ----- | ----- | ----- | ----- | ----- | ----- |
| 266   | 277   | 217   | 153   | 131   | 140   | 98    | 101   | 95    |